# Maigmó
|  | Aquest article tracta sobre la muntanya del Maigmó. Si cerqueu la serra o massís, vegeu «Serra del Maigmó». |

El Maigmó és una muntanya de 1.296 m d'altitud que dóna nom a un massís, la serra del Maigmó, entre les comarques de l'Alacantí, el Vinalopó Mitjà i l'Alcoià. Abasta una superfície de ben bé 1.280 hectàrees.
El Maigmó fa de frontera entre la Foia de Castalla i el Camp d'Alacant i presideix majestuosament el paisatge d'aquestes comarques amb la seua imponent figura. Al característic cim, de forma cònica, convergeixen els termes municipals de Tibi, Castalla (l'Alcoià), Agost (l'Alacantí) i Petrer (el Vinalopó Mitjà).
A l'oest, a escassos 600 metres de distància en línia recta, trobem el Maigmonet, un cim secundari de que arriba als 1.188 metres d'altura. Ambdós cims formen un sinclinal penjat de materials calcaris dolomítics i margosos. La timba meridional és anomenada el balcó d’Alacant.
Les altures es prolonguen cap al nord-oest seguint l'alineació subbètica de la serra del Maigmó que enllacen amb altres serres que conformen el massís (serra del Carrascalet, del Flare, de Castalla, de l'Arguenya, el Cavall o la serra del Sit). Tot aquest conjunt muntanyós està protegit sota la figura del Paisatge Protegit de la Serra del Maigmó i Serra del Sit.

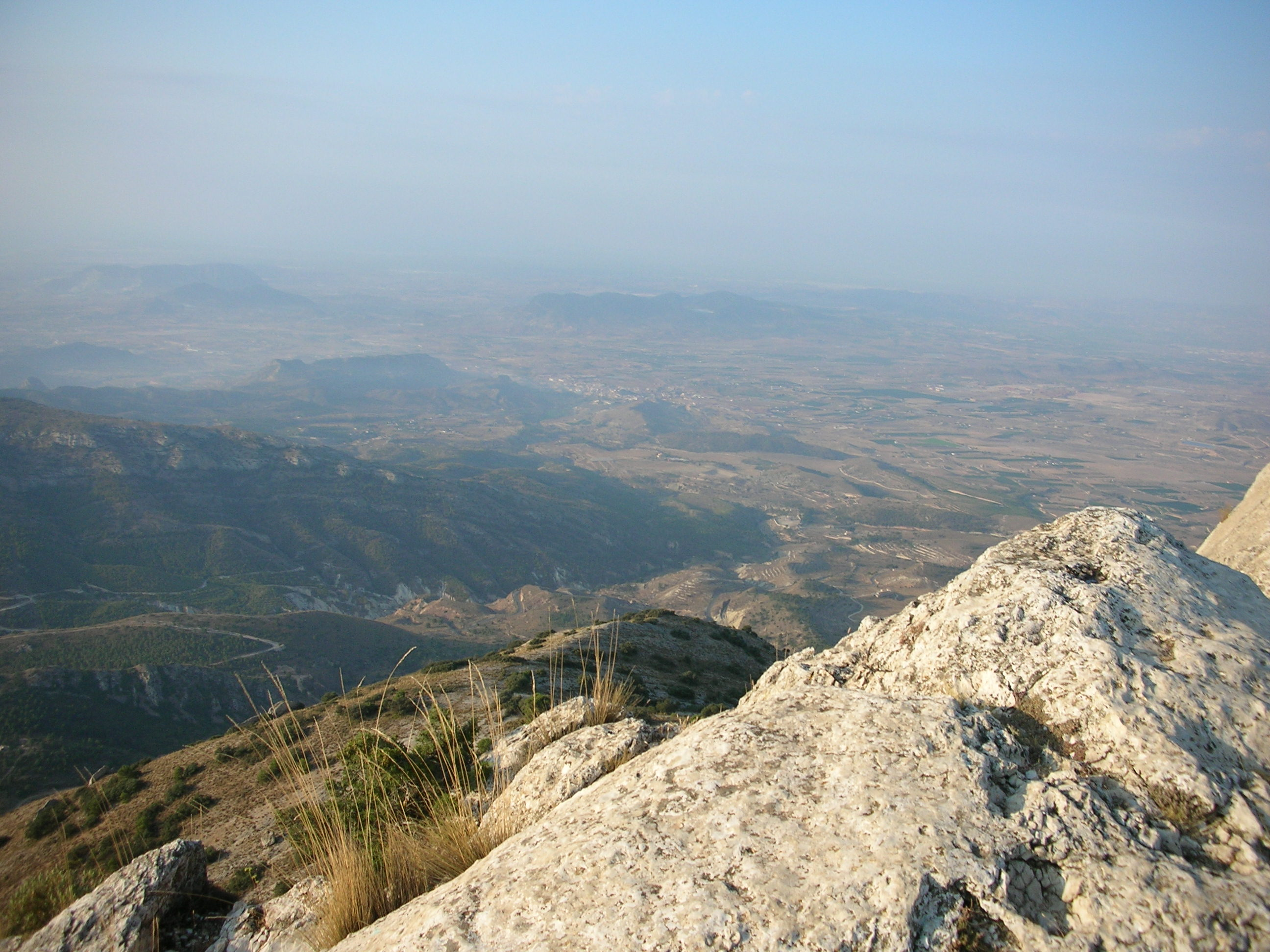
Panoràmica cap al sud des del Maigmó